# Campeonato Mundial de Esquí Nórdico de 1982
El XXXIV Campeonato Mundial de Esquí Nórdico se celebró en Oslo (Noruega) entre el 19 y el 28 de febrero de 1982 bajo la organización de la Federación Internacional de Esquí (FIS) y la Federación Noruega de Esquí.

## Esquí de fondo

### Masculino
| Evento                   | Oro | Plata                                   | Bronce |
| ------------------------ | --- | --------------------------------------- | --- |
| 15 km EC (23.02)         | Oddvar Brå · Noruega · 38:52,5 | Alexandr Zavialov URSS 39:02,1          | Harri Kirvesniemi · Finlandia · 39:02,3 |
| 30 km EC (20.02)         | Thomas Eriksson · Suecia · 1:21:52,3 | Lars-Erik Eriksen · Noruega · 1:22:13,9 | William Koch Estados Unidos 1:22:14,8 |
| 50 km EL (27.02)         | Thomas Wassberg · Suecia · 2:32:00,9 | Yuri Burlakov URSS 2:32:34,3            | Lars-Erik Eriksen · Noruega · 2:32:49,9 |
| Relevo 4 × 10 km (28.02) | Noruega · Lars-Erik Eriksen · Ove Aunli · Pål Gunnar Mikkelsplass · Oddvar Brå · URSS · Vladimir Nikitin · Alexandr Batiuk · Yuri Burlakov · Alexandr Zavialov · 1:56:27,6 | —                                       | Finlandia · Kari Härkönen · Aki Karvonen · Harri Kirvesniemi · Juha Mieto · RDA · Uwe Bellmann · Uwe Wünsch · Stefan Schicker · Frank Schröder · 1:58:49,4 |

### Femenino
| Evento                  | Oro                                                                                     | Plata                                                                             | Bronce                                                                  |
| ----------------------- | --------------------------------------------------------------------------------------- | --------------------------------------------------------------------------------- | ----------------------------------------------------------------------- |
| 5 km EC (22.02)         | Berit Aunli · Noruega · 15:30,2                                                         | Hilkka Riihivuori · Finlandia · 15:35,6                                           | Brit Pettersen · Noruega · 15:48,2                                      |
| 10 km EC (19.02)        | Berit Aunli · Noruega · 29:25,6                                                         | Hilkka Riihivuori · Finlandia · 29:46,5                                           | Květa Jeriová Checoslovaquia 30:15,9                                    |
| 20 km EL (26.02)        | Raisa Smetanina URSS 1:06:16,9                                                          | Berit Aunli · Noruega · 1:06:20,3                                                 | Hilkka Riihivuori · Finlandia · 1:07:29,6                               |
| Relevo 4 × 5 km (28.02) | Noruega · Anette Bøe · Inger Helene Nybråten · Berit Aunli · Brit Pettersen · 1:02:15,9 | URSS Liubov Liadova Liubov Zabolotskaya Raisa Smetanina Galina Kulakova 1:02:29,6 | RDA Petra Sölter Carola Anding Veronika Hesse Barbara Petzold 1:02:57,3 |

## Salto en esquí
| Evento                              | Oro                                                                        | Plata                                                                          | Bronce                                                                                |
| ----------------------------------- | -------------------------------------------------------------------------- | ------------------------------------------------------------------------------ | ------------------------------------------------------------------------------------- |
| Trampolín normal individual (21.02) | Armin Kogler · Austria · 249,3 pts.                                        | Jari Puikkonen · Finlandia · 248,6 pts.                                        | Ole Bremseth · Noruega · 245,8 pts.                                                   |
| Trampolín grande individual (28.02) | Matti Nykänen · Finlandia · 257,9                                          | Olav Hansson · Noruega · 255,1                                                 | Armin Kogler · Austria · 244,7                                                        |
| Trampolín grande por equipo (19.02) | Noruega · Johan Sætre · Per Bergerud · Ole Bremseth · Olav Hansson · 718,5 | Austria · Hans Wallner · Hubert Neuper · Armin Kogler · Andreas Felder · 717,6 | Finlandia · Keijo Korhonen · Jari Puikkonen · Pentti Kokkonen · Matti Nykänen · 670,8 |

## Combinada nórdica
| Evento                            | Oro                                                       | Plata | Bronce                  |
| --------------------------------- | --------------------------------------------------------- | --- | ----------------------- |
| TN + 15 km (19.02)                | Tom Sandberg · Noruega · 426,60                           | Konrad Winkler RDA 426,56 | Uwe Dotzauer RDA 426,45 |
| TN + 3 × 10 km por equipo (20.02) | RDA Uwe Dotzauer Günther Schmieder Konrad Winkler 1295,92 | Finlandia · Jouko Karjalainen · Rauno Miettinen · Jorma Etelälahti · Noruega · Hallstein Bøgseth · Espen Andersen · Tom Sandberg · 1243,60 | —                       |

## Medallero
| Núm. | País           | Oro | Plata | Bronce | Total |
| ---- | -------------- | --- | ----- | ------ | ----- |
| 1    | Noruega        | 7   | 4     | 3      | 14    |
| 2    | URSS           | 2   | 3     | 0      | 5     |
| 3    | Suecia         | 2   | 0     | 0      | 2     |
| 4    | Finlandia      | 1   | 4     | 4      | 9     |
| 5    | RDA            | 1   | 1     | 3      | 5     |
| 6    | Austria        | 1   | 1     | 1      | 3     |
| 7    | Checoslovaquia | 0   | 0     | 1      | 1     |
| 7    | Estados Unidos | 0   | 0     | 1      | 1     |
|      | TOTAL          | 14  | 13    | 13     | 40    |